# Premier League International Cup
Der Premier League International Cup ist ein englischer Fußballwettbewerb für europäische U23-Mannschaften. Der Wettbewerb wird seit der Saison 2014/15 jährlich von der Premier League ausgetragen.

## Modus

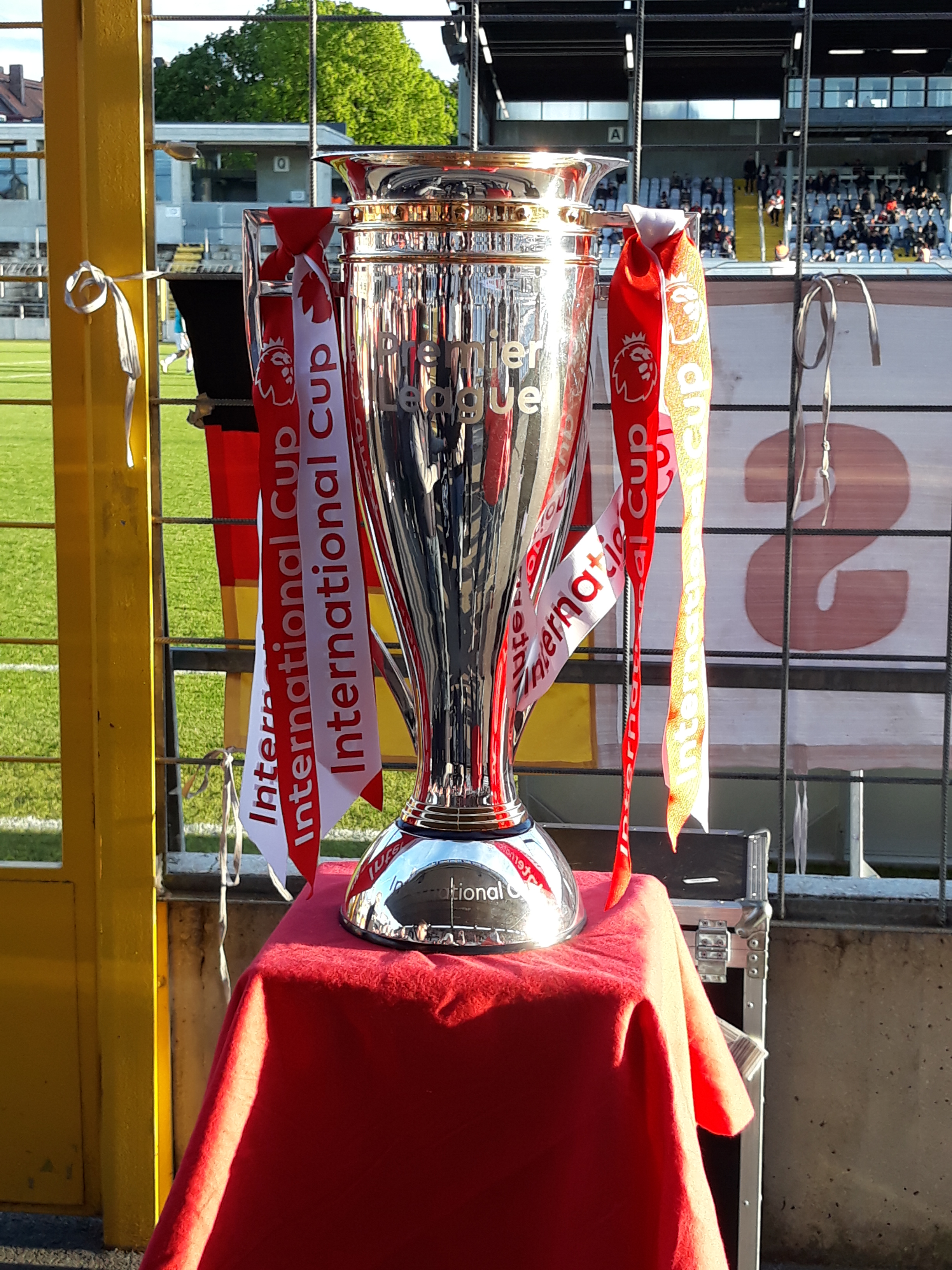
Der Pokal nach dem Sieg der Bayern-Amateure im Jahr 2019

Zum ersten Mal wurde der Premier League International Cup in der Saison 2014/15 ausgetragen. Es nehmen seit der Saison 2015/16 zwölf englische sowie zwölf andere europäische Mannschaften teil. In der ersten Durchführung waren es jeweils acht Teams. Die englischen Team qualifizieren sich nach ihrer Position in der englischen U23-Liga Premier League 2. Die europäischen Teams werden von der Premier League eingeladen. Gespielt wird eine Gruppenphase mit anschließendem K.-o.-Modus.
Die UEFA versuchte die Gründung des Wettbewerbs zu verhindern, da er in Konkurrenz zur UEFA Youth League steht. Um dies zu umgehen, werden alle Spiele in England ausgetragen, auch die Duelle der kontinentaleuropäischen Mannschaften. Der Gewinner erhält kein Preisgeld. Damit soll sichergestellt werden, dass der Fokus auf der Jugendförderung liegt.

## Geschichte
Die U23 von Manchester City ist bisher die erste und einzige englische Mannschaft, die den Pokal gewinnen konnte. Im Jahr 2015 gewann die B-Mannschaft des spanischen Erstligisten FC Villarreal, ehe in den beiden Folgejahren der FC Porto B den Wettbewerb für sich entscheiden konnte. Dabei besiegten sie im Finale jeweils die Reserve-Mannschaften vom AFC Sunderland sowie dem FC Arsenal. In der Saison 2018/19 konnten die Bayern-Amateure den Premier League International Cup mit einem 2:0-Sieg gegen die U23 von Dinamo Zagreb gewinnen.
Erfolgreichster Teilnehmer bisher ist der FC Porto B, mit zwei Siegen bei drei Finalteilnahmen.

## Bisherige Finalspiele
| Jahr      | Gewinner          | Ergebnis | Finalist       | Finalort                     |
| --------- | ----------------- | -------- | -------------- | ---------------------------- |
| 2014/15   | Manchester City   | 1:0      | FC Porto       | Etihad Campus, Manchester    |
| 2015/16   | FC Villarreal     | 4:2      | PSV Eindhoven  | The Den, London              |
| 2016/17   | FC Porto          | 5:0      | AFC Sunderland | Stadium of Light, Sunderland |
| 2017/18   | FC Porto          | 1:0      | FC Arsenal     | Emirates Stadium, London     |
| 2018/19   | FC Bayern München | 2:0      | Dinamo Zagreb  | The Den, London              |
| 2019/20 1 | –                 | –        | –              | –                            |